# Aldoar, Foz do Douro e Nevogilde
Aldoar, Foz do Douro e Nevogilde (oficialmente: União das Freguesias de Aldoar, Foz do Douro e Nevogilde) é uma freguesia portuguesa do município do Porto, com 7,36 km² de área e 29 085 habitantes (censo de 2021). A sua densidade populacional é 3 951,8 hab./km².
É uma freguesia que está localizada na parte ocidental da cidade do Porto e tem, entre os seus limites de território, a sul e a oeste, as fronteiras fluviais do rio Douro e do oceano Atlântico,  com a forte influência do estuário do Rio Douro.

## História
A freguesia foi criada em 2013 pela Lei n.º 11-A/2013 de 28 de janeiro, agregando as antigas freguesias de Aldoar, Foz do Douro e Nevogilde. 

## Demografia
A população registada nos censos foi:
| Distribuição da População por Grupos Etários | Distribuição da População por Grupos Etários | Distribuição da População por Grupos Etários | Distribuição da População por Grupos Etários | Distribuição da População por Grupos Etários | Distribuição da População por Grupos Etários |
| -------------------------------------------- | -------------------------------------------- | -------------------------------------------- | -------------------------------------------- | -------------------------------------------- | -------------------------------------------- |
| Antes da agregação                           |                                              |                                              |                                              |                                              |                                              |
| Ano                                          | 0-14 anos                                    | 15-24 anos                                   | 25-64 anos                                   | >= 65 anos                                   | Total                                        |
| 2001                                         | 4807                                         | 4220                                         | 17323                                        | 5099                                         | 31449                                        |
| 2011                                         | 3982                                         | 3213                                         | 15473                                        | 6190                                         | 28858                                        |
| Após a agregação                             |                                              |                                              |                                              |                                              |                                              |
| Ano                                          | 0-14 anos                                    | 15-24 anos                                   | 25-64 anos                                   | >= 65 anos                                   | Total                                        |
| 2021                                         | 3988                                         | 3229                                         | 14220                                        | 7648                                         | 29085                                        |

## Polos de serviços
A união de freguesias possui dois polos de serviços:
- O Polo de Aldoar, sede da União das Freguesias (Rua da Vilarinha), dá lugar a toda a área administrativa e social. Aqui encontra-se o novo posto de atendimento sem balcões ou guichets, para aproximar o contacto entre a pessoa que é atendida e a que está a atender, e com serviços de grande utilidade para todos os concidadãos, como é o exemplo do espaço CTT.
- No Polo da Foz do Douro (Rua de Côrte Real) encontram-se os serviços cemiteriais. No Mercado da Foz está o Espaço do Cidadão. Este funciona como um balcão único que disponibiliza variados serviços que tratam assuntos tais como ADSE, segurança social, alteração de morada, aposentações, entre muitos outros. Este espaço multisserviços torna-se assim mais próximo dos habitantes da União de Freguesias, que não precisam de fazer grandes deslocações para usufruir daquilo que o espaço tem para oferecer.

## Património

### Classificado peloIGESPAR
- Casa de Manoel de Oliveira
- Chafariz do Passeio Alegre
- Conjunto de imóveis na Rua do Passeio Alegre (entre a Rua de Santa Anastácia e a Capela de Nossa Senhora da Lapa)
- Dois obeliscos da Quinta da Prelada, atualmente no Jardim do Passeio Alegre
- Farol da Senhora da Luz / Farol da Luz
- Torre, farol, capela ou ermida de São Miguel-o-Anjo
- Forte de São Francisco Xavier do Queijo
- Forte de São João Batista / Esplanada do Castelo / Forte de São João da Foz
- Foz Velha, incluindo as suas extensões[5]
- Igreja de São João Batista / Igreja de São João da Foz
- Igreja de São Miguel de Nevogilde e adro
- Zona do Passeio Alegre
- Passeio Marítimo e Avenida de Montevideu
- Passos da freguesia de São João da Foz do Douro
- Quiosque no Jardim do Passeio Alegre / Chalet do Passeio Alegre / Chalet do Carneiro / Chalet Suíço

### Património referenciado peloIHRU
- Antiga Fonte do Rio da Bica ou antiga Fonte de Cima
- Capela de Nossa Senhora da Conceição
- Capela de Nossa Senhora da Lapa
- Capela de Santa Anastácia
- Casa de Margarida Rosa Pereira Machado ou casa do Visconde de Oliveira
- Casa dos Oliveira Maya
- Edifício da Junta de Freguesia de Aldoar
- Espaldão Militar do Porto
- Fonte de Aldoar
- Hospital Magalhães Lemos
- Molhe e Farolim ou Farol de Felgueiras
- Palacete Manuelino (incluindo logradouro na Avenida do Brasil, 777)
- Parque da Cidade
- Teatro da Vilarinha
- Quinta dos Ingleses ou Quinta de Sousa Guedes

### Outro património
- Campo de Jogos-Ervilha (Futebol Clube da Foz)
- Centro Paroquial de Aldoar
- Farolim da Cantareira
- Fundação Dr. António Cupertino de Miranda (inclui o Museu do Papel Moeda)
- Marégrafo da Foz do Douro
- Núcleo Rural de Aldoar (inserido no Parque da Cidade)
- Pavilhão da Água
- Pérgola da Foz
- Praça da Cidade de Salvador, escultura "She Changes", vulgarmente chamada "Anémona"
- Quarteirão compreendido entre as ruas de Marechal Saldanha, Corte Real, da Escola e da Índia
- Sea Life Center

## Religião

### Igrejas e templos
- Igreja da Vilarinha
- Igreja de São João Batista ou Igreja de São João da Foz
- Igreja de São Miguel de Nevogilde
- Igreja e Convento de Cristo-Rei
- Igreja Matriz de Aldoar

### Capelas
- Capela de Nossa Senhora da Luz
- Capela de Nossa Senhora da Conceição
- Capela de Nossa Senhora da Lapa ou capela dos Mareantes
- Capela de São Miguel-o-Anjo
- Capela de Santa Anastácia
- Capela Stella Maris
- Passos da Freguesia de São João da Foz do Douro

## Ensino (incompleto)
- Lycée Français International de Porto
- Oporto British School
- Colégio Luso-Internacional do Porto
- Escola Básica do 1º Ciclo de São Martinho de Aldoar
- Escola Básica do 1º Ciclo e Jardim de Infância António Aroso
- Escola Primária da Fonte da Moura
- Escola Secundária de Garcia de Orta
- Escola Francisco Torrinha
- Universidade Católica
- Colégio CEBES
- INED
- Escola Básica Manoel de Oliveira
- Colégio de Nossa Senhora do Rosário

## Bairros (incompleto)
- Bairro da Cooperativa dos Telefonistas
- Bairro da Fonte da Moura
- Bairro de Aldoar / Bairro de Manuel Carlos Agrelos
- Bairro António Aroso
- Bairro de Leão XIII
- Bairro da Rainha D. Leonor / Bairro de Sobreiras

## Desporto (incompleto)
- Desportivo Operário Fonte da Moura
- Futebol Clube da Foz
- União Académica António Aroso